# Campanula trojanensis
Campanula trojanensis là loài thực vật có hoa trong họ Hoa chuông. Loài này được Kovanda & Ancev mô tả khoa học đầu tiên năm 1989.